# Электричество
Электри́чество (от лат. electricus, далее из др.-греч. ἤλεκτρον) — совокупность явлений, обусловленных существованием, взаимодействием и движением электрических зарядов. Термин введён английским естествоиспытателем Уильямом Гильбертом в его сочинении «О магните, магнитных телах и о большом магните — Земле» (1600 год), в котором объясняется действие магнитного компаса и описываются некоторые опыты с наэлектризованными телами. Он установил, что свойством наэлектризовываться обладают и другие вещества.

## История
Задолго до того, как появились какие-либо знания об электричестве, люди знали о свойствах электрических рыб. Древнеегипетские тексты, датируемые 2750 годом до н. э., упоминают этих рыб как «Громовержцев Нила» и описывают их как «защитников» всех других рыб. Тысячелетия спустя об электрических рыбах вновь сообщали древнегреческие, римские и арабские естествоиспытатели и врачи. Некоторые древние писатели, такие как Плиний Старший и Скрибоний Ларг, свидетельствовали о парализующем действии электрических разрядов, производимых электрическими сомами и электрическими скатами, и знали, что такие разряды могут перемещаться вдоль проводящих объектов. Пациентам, страдающим от таких недугов, как подагра или головная боль, предписывалось дотрагиваться до электрических рыб — в надежде, что мощный разряд излечит их.
Древние культуры Средиземноморья знали, что некоторые предметы, такие как янтарные палочки, можно натереть кошачьим мехом, чтобы привлечь лёгкие предметы, такие как перья. Фалес Милетский сделал ряд наблюдений статического электричества около 600 г. до н. э., из которых он заключил, что трение делает янтарь магнитным — в отличие от минералов, таких как магнетит, которые не нуждаются в натирании. Фалес был неправ, полагая, что притяжение вызвано магнитным эффектом, но позже наука докажет связь между магнетизмом и электричеством.
Долгое время знание об электричестве не шло дальше подобных представлений. Хотя и существует основанная на открытии в 1936 году так называемой багдадской батареи полемическая теория, предполагающая использование гальванических элементов ещё в древности, однако неясно, был ли упомянутый артефакт электрическим по своей природе.
В 1600 году Уильям Гилберт ввёл в обращение сам термин электричество («янтарность», от др.-греч. ἤλεκτρον: [электрон] — янтарь), а в 1663 году магдебургский бургомистр Отто фон Герике создал электростатическую машину в виде насаженного на металлический стержень серного шара, которая позволила наблюдать не только эффект притягивания, но и эффект отталкивания. В 1729 году англичанин Стивен Грей провёл опыты по передаче электричества на расстояние, обнаружив, что не все материалы одинаково передают электричество. В 1733 году француз Шарль Дюфе установил существование двух типов электричества, стеклянного и смоляного, которые выявлялись при трении стекла о шёлк и смолы о шерсть. В 1745 году голландец Питер ван Мушенбрук создаёт первый электрический конденсатор — Лейденскую банку. Примерно в эти же годы работы по изучению атмосферного электричества вели и русские учёные — Г. В. Рихман и М. В. Ломоносов.
Первую теорию электричества создаёт американец Бенджамин Франклин, который рассматривает электричество как «нематериальную жидкость», флюид («Опыты и наблюдения с электричеством», 1747 год). Он также вводит понятие положительного и отрицательного заряда, изобретает молниеотвод и с его помощью доказывает электрическую природу молний. Изучение электричества переходит в категорию точной науки после открытия в 1785 году закона Кулона.
Далее, в 1791 году, итальянец Гальвани публикует «Трактат о силах электричества при мышечном движении», в котором описывает наличие электрического тока в мышцах животных. Другой итальянец Вольта в 1800 году изобретает первый источник постоянного тока — гальванический элемент, представляющий собой столб из цинковых и серебряных кружочков, разделённых смоченной в подсоленной воде бумагой. В 1802 году Василий Петров обнаружил вольтову дугу.
С этого открытия русского учёного началась история электрической лампочки или лампы накаливания. В дальнейшем основной вклад в создание электрической лампочки внесли русские инженеры Павел Николаевич Яблочков и Александр Николаевич Лодыгин.
Лодыгин после долгих экспериментов создал «Товарищество электрического освещения Лодыгин и компания» и в 1873 году продемонстрировал лампы накаливания своей системы. Академия наук присвоила Лодыгину Ломоносовскую премию за то, что его изобретение приводит к «полезным, важным и новым практическим применениям». Тогда же собственную конструкцию лампы параллельно разрабатывал Павел Яблочков. В 1876 году он получил патент за лампочку своей системы, которая получила название «свеча Яблочкова». После грандиозного успеха свечи Яблочкова на Парижской выставке 1878 года, которую посетило много русских, ею заинтересовались в России. Лодыгину, наоборот, не удалось наладить в России широкое производство своих ламп. Он уехал в Америку, и там узнал, что изобретённая им лампочка носит имя Эдисона. Но русский инженер не стал доказывать свой приоритет, а продолжал работу над усовершенствованием своего изобретения.
В 1820 году датский физик Эрстед на опыте обнаружил электромагнитное взаимодействие. Замыкая и размыкая цепь с током, он увидел колебания стрелки компаса, расположенной вблизи проводника. Французский физик Ампер в 1821 году установил, что связь электричества и магнетизма наблюдается только в случае электрического тока и отсутствует в случае статического электричества. Работы Джоуля, Ленца, Ома расширяют понимание электричества. Гаусс формулирует основную теорему теории электростатического поля (1830).
Опираясь на исследования Эрстеда и Ампера, Фарадей открывает явление электромагнитной индукции в 1831 году и создаёт на его основе первый в мире генератор электроэнергии, вдвигая в катушку намагниченный сердечник и фиксируя возникновение тока в витках катушки. Фарадей открывает законы электролиза (1834), вводит понятие электрического и магнитного полей. Анализ явления электролиза привёл Фарадея к мысли, что носителем электрических сил являются не какие-либо электрические жидкости, а атомы — частицы материи. «Атомы материи каким-то образом одарены электрическими силами», — утверждает он. Фарадеевские исследования электролиза сыграли принципиальную роль в становлении электронной теории. Фарадей создал и первый в мире электродвигатель — проволочка с током, вращающаяся вокруг магнита. Венцом исследований электромагнетизма явилась разработка британским (шотландским) физиком Д. К. Максвеллом теории электромагнитных явлений. Он вывел уравнения, связывающие воедино электрические и магнитные характеристики поля в 1873 году.
В 1880 году Пьер Кюри открывает пьезоэлектричество. В том же году Д. А. Лачинов показал условия передачи электроэнергии на большие расстояния. Герц экспериментально регистрирует электромагнитные волны (1888 год).
В 1897 году Джозеф Томсон открывает материальный носитель электричества — электрон, место которого в структуре атома указал впоследствии Эрнест Резерфорд.
В XX веке была создана теория Квантовой электродинамики. В 1967 году был сделан очередной шаг на пути изучения электричества. С. Вайнберг, А. Салам и Ш. Глэшоу создали объединённую теорию электрослабых взаимодействий.

## Теория
Электрический заряд — это свойство тел (количественно характеризуемое физической величиной того же названия), проявляющееся, прежде всего, в способности создавать вокруг себя электрическое поле и посредством него оказывать воздействие на другие заряженные (то есть обладающие электрическим зарядом) тела. Электрические заряды разделяют на положительные и отрицательные (выбор, какой именно заряд назвать положительным, а какой отрицательным, считается в науке чисто условным, однако этот выбор уже исторически сделан и теперь — хоть и условно — за каждым из зарядов закреплён вполне определённый знак). Тела, заряженные зарядом одного знака, отталкиваются, а противоположно заряженные — притягиваются. При движении заряженных тел (как макроскопических тел, так и микроскопических заряженных частиц, переносящих электрический ток в проводниках) возникает магнитное поле и, таким образом, имеют место явления, позволяющие установить родство электричества и магнетизма (электромагнетизм) (Эрстед, Фарадей, Максвелл). В структуре материи электрический заряд как свойство тел восходит к заряженным элементарным частицам, например, электрон и антипротон имеют отрицательный заряд, а протон и позитрон — положительный.
Наиболее общая фундаментальная наука, изучающая электрические заряды, их взаимодействие и поля, ими порождаемые и действующие на них (то есть практически полностью покрывающая тему электричества, за исключением таких деталей, как электрические свойства конкретных веществ, как то электропроводность (и т. п.) — это электродинамика. Квантовые свойства электромагнитных полей, заряженных частиц (и т. п.) изучаются наиболее глубоко квантовой электродинамикой, хотя часть из них может быть объяснена более простыми квантовыми теориями.

## Электричество в природе
Ярким проявлением электричества в природе служат молнии, электрическая природа которых была установлена в XVIII веке. Молнии издавна вызывали лесные пожары. По одной из версий, именно молнии привели к первоначальному синтезу аминокислот и появлению жизни на земле (Эксперимент Миллера — Юри и Теория Опарина — Холдейна).
Атмосфера Земли представляет собой гигантский конденсатор, нижняя обкладка которого (земная поверхность) заряжена отрицательно, а верхняя обкладка (верхние слои атмосферы до высоты 50 км) положительно. Разность потенциалов между поверхностью Земли и верхними слоями атмосферы составляет 400 кВ, вблизи поверхности Земли существует постоянное электрическое поле напряжённостью 100 В/м.
Для процессов в нервной системе человека и животных решающее значение имеет зависимость пропускной способности клеточной мембраны для ионов натрия от потенциала внутриклеточной среды. После повышения напряжения на клеточной мембране натриевый канал открывается на время порядка 0,1—1,0 мс., что приводит к скачкообразному росту напряжения, затем разность потенциалов на мембране снова возвращается к своему первоначальному значению. Описанный процесс кратко называется нервным импульсом. В нервной системе животных и человека информацию от одной клетки к другой передают нервные импульсы возбуждения длительностью около 1 мс. Нервное волокно представляет собой цилиндр, наполненный электролитом. Сигнал возбуждения передаётся без уменьшения амплитуды вследствие эффекта кратковременного увеличения проницаемости мембраны для ионов натрия.
Многие рыбы используют электричество для защиты и поиска добычи под водой. Южноамериканский электрический угорь способен генерировать электрические разряды напряжением до 500 вольт. Мощность разрядов электрического ската может достигать 500 Вт. Акулы, миноги, некоторые сомообразные используют электричество для поиска добычи. Электрический орган рыб работает с частотой несколько сотен герц и создаёт напряжение в несколько вольт. Электрическое поле улавливается электрорецепторами. Находящиеся в воде предметы искажают электрическое поле. По этим искажениям рыбы легко ориентируются в мутной воде.

## Производство и практическое использование

### Генерирование и передача
Ранние эксперименты эпохи античности, такие, как опыты Фалеса с янтарными палочками, были фактически первыми попытками изучения вопросов, связанных с производством электрической энергии. Этот метод в настоящее время известен как трибоэлектрический эффект, и хотя с его помощью можно притягивать лёгкие предметы и порождать искры, в сущности он чрезвычайно малоэффективен. Функциональный источник электричества появился только в 1800 году, когда было изобретено первое устройство для его получения — вольтов столб. Он и его современный вариант, электрическая батарея, являются химическими источниками электрического тока: в основе их работы лежит взаимодействие веществ в электролите. Батарея даёт возможность получить электричество в случае необходимости, является многофункциональным и широко распространённым источником питания, который хорошо подходит для применения в различных условиях и ситуациях, однако её запас энергии конечен, и после истощения последнего батарея нуждается в замене или перезарядке. Для удовлетворения более существенных потребностей в большем её объёме электрическая энергия должна непрерывно генерироваться и передаваться по линиям электропередач.
Обычно для её производства применяются электромеханические генераторы, приводимые в действие либо за счёт сжигания ископаемого топлива, либо с использованием энергии от ядерных реакций, либо посредством силы воздушных или водных течений. Современная паровая турбина, изобретённая Ч. Парсонсом в 1884 году, в настоящее время генерирует примерно 80 % всего электричества в мире, используя те или иные источники нагрева. Эти устройства более не напоминают униполярный дисковый генератор Фарадея, созданный им в 1831 году, однако в их основе по-прежнему лежит открытый им принцип электромагнитной индукции — возникновения электрического тока в замкнутом контуре при изменении магнитного потока, проходящего через него. Ближе к концу XIX века был изобретён трансформатор, что позволило более эффективно передавать электроэнергию при более высоком напряжении и меньшей силе тока. В свою очередь, эффективность передачи энергии обусловливала возможность генерировать электричество на централизованных электростанциях с выгодой для последних и затем перенаправлять его на довольно протяжённые дистанции к конечным потребителям.
Поскольку электроэнергию затруднительно хранить в таких количествах, которые были бы достаточны в масштабах государства, необходимо соблюдать баланс: генерировать ровно столько электричества, сколько потребляется пользователями. Для этого энергетическим компаниям необходимо тщательно прогнозировать нагрузку и постоянно координировать производственный процесс со своими электростанциями. Некоторое количество мощностей при этом держится в резерве, чтобы в случае возникновения тех или иных проблем или потерь энергии подстраховывать электросети.
По мере того, как идёт модернизация и развивается экономика того или иного государства, спрос на электричество быстро возрастает. В частности, для Соединенных Штатов этот показатель составил 12 % роста в год на протяжении первой трети XX века, а в настоящее время аналогичный прогресс наблюдается у таких интенсивно развивающихся экономик, как Китай и Индия. Исторически рост потребности в электричестве опережает аналогичные показатели для других видов энергоносителей. Следует также заметить, что беспокойство по поводу влияния производств электроэнергии на окружающую среду привело к сосредоточению внимания на генерировании электричества посредством возобновляемых источников — в особенности за счёт энергии ветра и воды.

### Применение
Использование электричества обеспечивает довольно удобный способ передачи энергии, и в силу этого оно было адаптировано для существенного и по сей день растущего спектра практических приложений. Одним из первых общедоступных способов применения электричества было освещение; условия для этого оказались созданы после изобретения лампы накаливания в 1870-х годах. Первая лампа накаливания представляла собой замкнутый сосуд без воздуха с угольным стержнем.. Хотя с электрификацией были сопряжены свои риски, замена открытого огня на электрическое освещение в значительной степени сократила количество возгораний в быту и на производстве.
В целом, начиная с XIX века, электричество плотно входит в жизнь современной цивилизации. Электричество используют не только для освещения, но и для передачи информации (телеграф, телефон, радио, телевидение), а также для приведения механизмов в движение (электродвигатель), что активно используется на транспорте (трамвай, метро, троллейбус, электричка) и в бытовой технике (утюг, кухонный комбайн, стиральная машина, посудомоечная машина).
В целях получения электричества созданы оснащённые электрогенераторами электростанции, а для его хранения — аккумуляторы и электрические батареи.
Сегодня также электричество используют для получения материалов (электролиз), для их обработки (сварка, сверление, резка) и создания музыки (электрогитара).
Закон Джоуля-Ленца о тепловом действии электрического тока обусловливает возможности для электрического отопления помещений. Хотя такой способ довольно универсален и обеспечивает определённую степень управляемости, его можно рассматривать как излишне ресурсозатратный — в силу того, что генерирование используемого в нём электричества уже потребовало производства тепла на электростанции. В некоторых странах, например — в Дании, были даже приняты законодательные нормы, ограничивающие или полностью запрещающие использование электрических средств отопления в новых домах. В это же время электричество — это практичный источник энергии для охлаждения, и одной из активно растущих областей спроса на электричество является кондиционирование воздуха.
По данным Всемирного банка, на 2015 год более миллиарда человек в мире жили без использования электричества в быту. Около 3 млрд человек использовали для приготовления пищи и отопления керосин, дрова, древесный уголь и навоз.